# 35366 Kaifeng
35366 Kaifeng è un asteroide della fascia principale. Scoperto nel 1997, presenta un'orbita caratterizzata da un semiasse maggiore pari a 2,2243560 UA e da un'eccentricità di 0,1669193, inclinata di 2,89589° rispetto all'eclittica.